# St. Michael (Litzldorf)

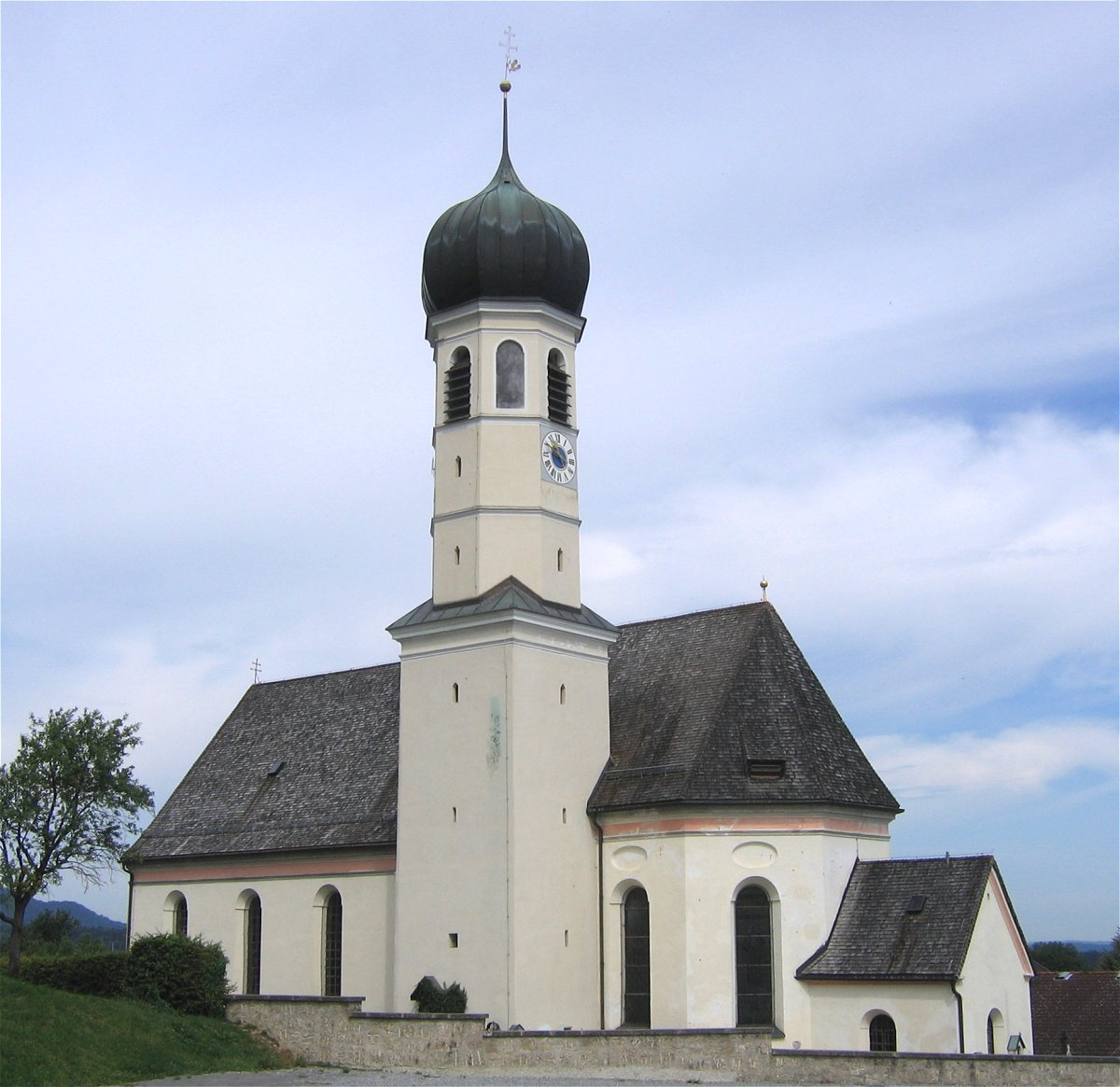
St. Michael in Litzldorf

Die römisch-katholische Pfarrkirche St. Michael in Litzldorf, einem Ortsteil von Bad Feilnbach im oberbayerischen Landkreis Rosenheim, gehört zum Dekanat Bad Aibling im Erzbistum München und Freising. Sie feiert ihr Patrozinium am 29. September.

## Geschichte und Baubeschreibung
Die von einer Mauer umgebene Pfarrkirche wurde 1708 durch den Baumeister Abraham Millauer im Stil des Barock errichtet. Sie entstand an der Stelle eines Vorgängerbaus, der vermutlich schon 770 erwähnt wurde, obwohl Litzldorf erst 849 als Luzlindorf urkundlich belegt ist. Die Kirche gehörte bis 1458 zur Urpfarrei Elbach und anschließend zur Pfarrei Au bei Aibling. 1892 wurde sie zur Pfarrkirche erhoben.
Architektonisch handelt es sich um einen Saalbau mit einem eingezogenen Chor. Das mit schlichtem Stuck verzierte Kircheninnere enthält ein Deckengemälde mit Szenen aus dem Leben Jesu. Es wurde um 1870 vom Münchner Maler Max Fürst geschaffen. An der Südseite des Kirchenbaus schließt sich der mit einer Kuppelhaube versehene Turm an.

## Innenausstattung
Die barocken Altäre entstanden nach 1712. Der Hochaltar mit einem Rokoko-Tabernakel enthält einen Altarauszug mit Darstellung des Gottvaters sowie das Gemälde des Erzengels Michael. Im linken Seitenaltar befinden sich Gemälde mit dem heiligen Donatus und dem heiligen Martin. Im rechten Seitenaltar werden der Gnadenreichtum aus der Eucharistie sowie der heilige Georg dargestellt. Die Kanzel wurde um 1780 geschaffen, ebenso das Tafelbild Buße vor dem Hl. Kreuz. Ebenfalls aus dem 18. Jahrhundert stammt das Kreuz mit der Mater dolorosa, der Heiligen Familie und dem heiligen Johannes von Nepomuk.
Aus der Vorgängerkirche stammen vermutlich die im 17. Jahrhundert angefertigten Gestühlwangen mit geschnitzten Drachen. Die Figur des Diözesanheiligen Korbinian entstand um 1520. Auf die Vorgängerkirche verweisen außerdem die Totenglocke, die 1656 in München gegossen wurde sowie eine Votivtafel aus dem Jahr 1692, mit der ein Georg Dienzenhofer dem Kirchenpatron und der Gottesmutter für wiedererlangte Gesundheit dankte.